# Villa romana La Dehesa
La villa romana La Dehesa es una villa romana situada en la localidad de Las Cuevas de Soria, una pedanía perteneciente al municipio de Quintana Redonda, en la provincia de Soria, comunidad autónoma de Castilla y León. El yacimiento fue declarado Bien de Interés Cultural el 4 de junio de 1931.

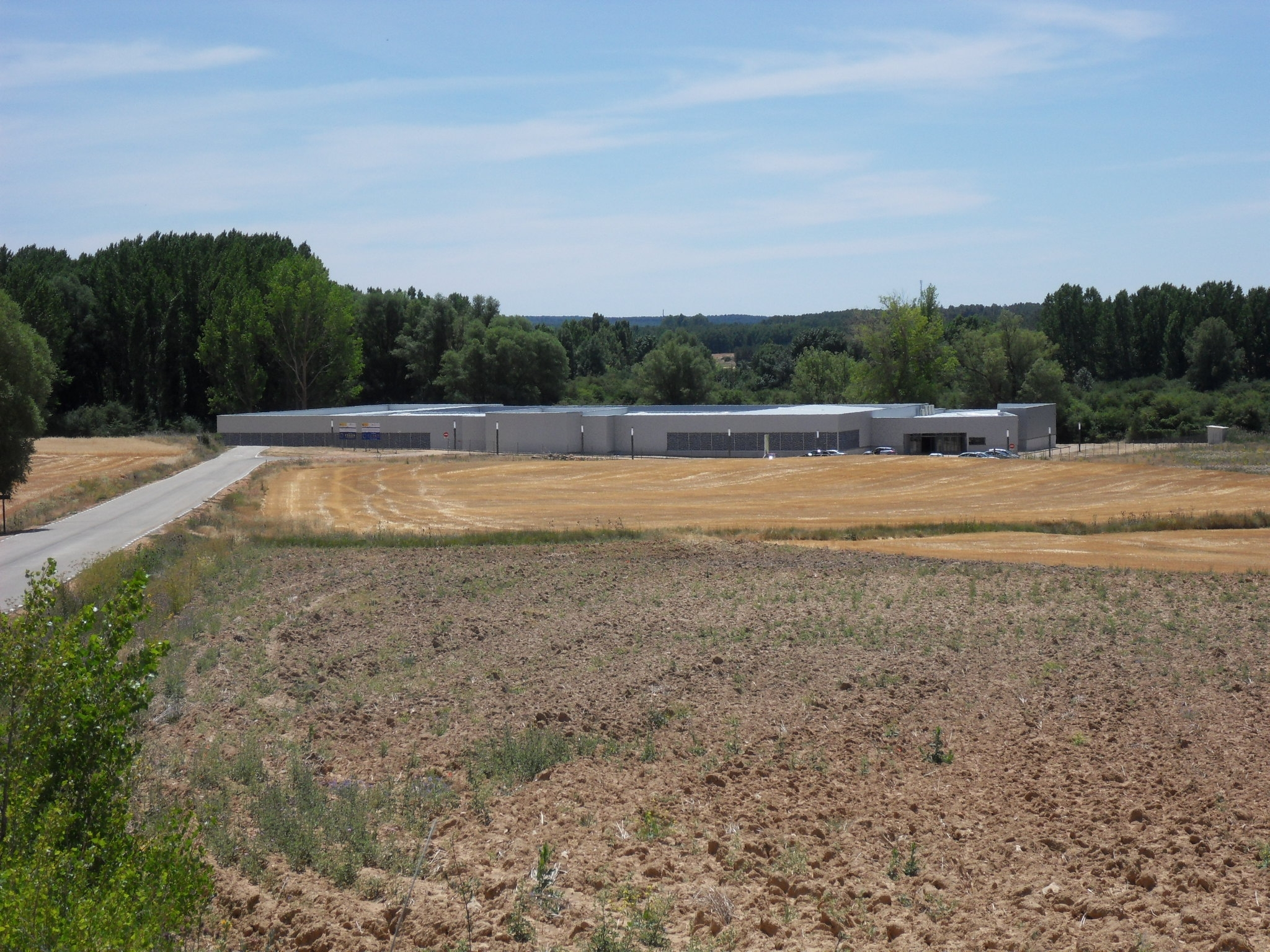
Vista exterior del museo

## Historia de la villa

### Descubrimiento y musealización

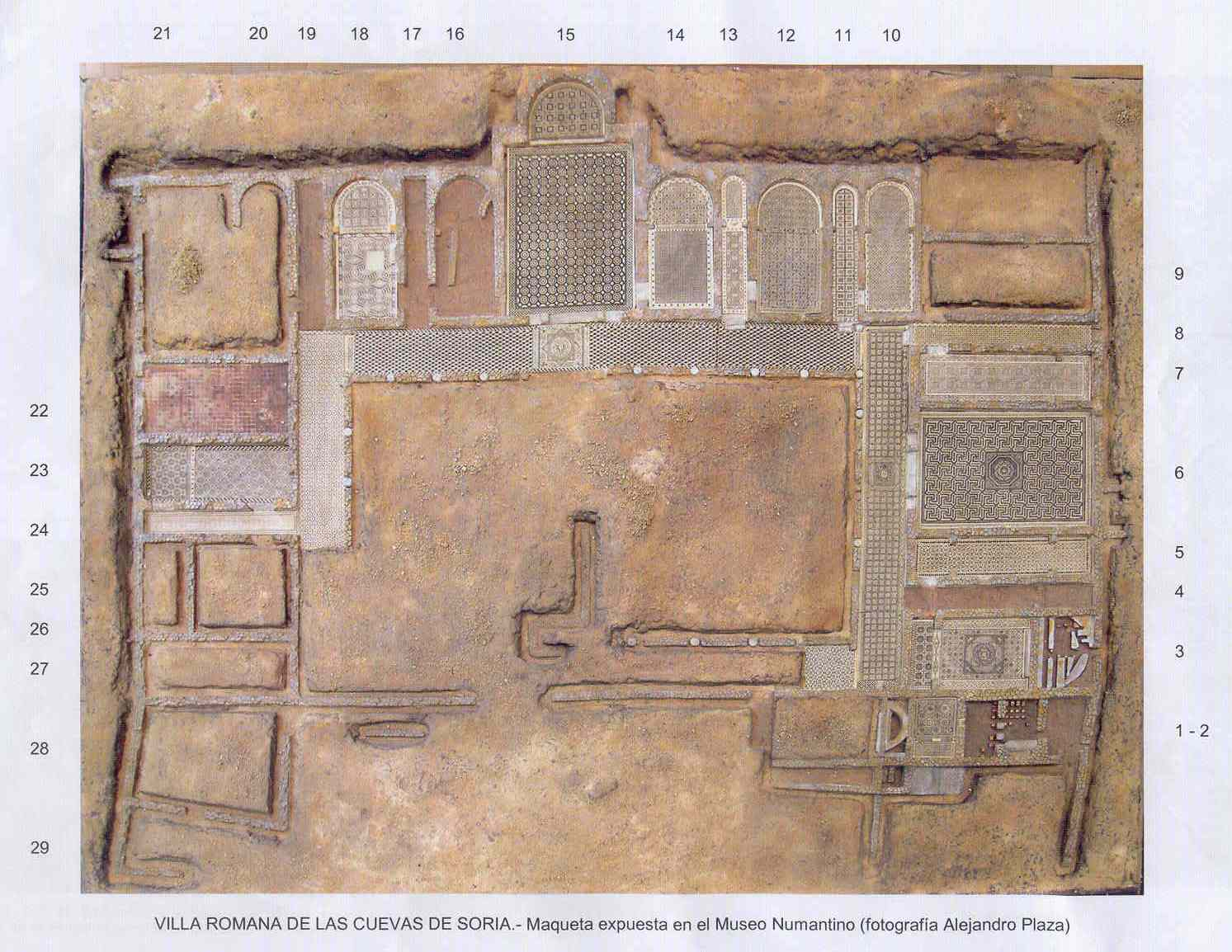
Maqueta de la villa romana La Dehesa expuesta en el Museo Numantino

La villa "La Dehesa" de Cuevas de Soria fue descubierta y excavada en 1928 por Blas Taracena y José Tudela. Por aquella época se trataba de una de las primeras villas romanas excavadas en la Península. Desde entonces se han llevado a cabo numerosas excavaciones, especialmente durante la década de los años ochenta del siglo pasado, bajo la dirección de María Mariné. Además, se han llevado a cabo actuaciones de conservación, pero ambas labores a fecha actual no se pueden dar por terminadas. Es preciso localizar y excavar las dependencias auxiliares de la villa, así como la necrópolis y otros espacios.

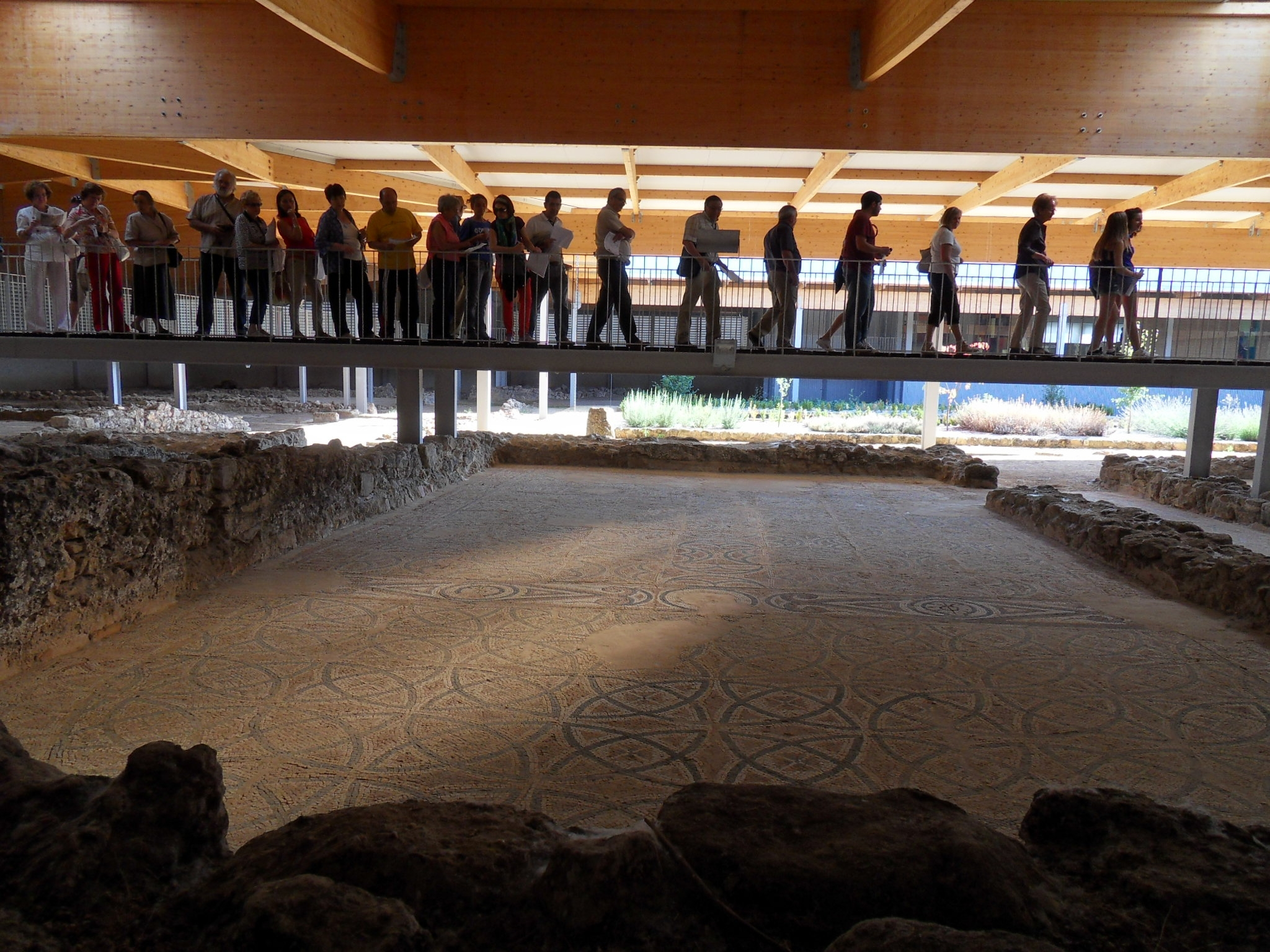
Vista del interior del yacimiento con una pasarela que nos permite acercarnos a todas las zonas del yacimiento con una perspectiva privilegiada

El yacimiento de la Villa “La Dehesa” de Cuevas de Soria se encuentra protegido por una moderna estructura. Los visitantes realizan la visita cómodamente desde una pasarela que les permite acercarse a todas las zonas del yacimiento con una perspectiva privilegiada. 
El excepcional escenario que es el propio yacimiento y una iluminación respetuosa y sugerente permite la realización de visitas y actividades nocturnas.

### Restos arqueológicos
El yacimiento data de principios del siglo IV (320-330 d. C.) y se trata de una amplia mansión de casi cuatro mil metros cuadrados de superficie. La estructura del edificio es sencilla. Presenta una planta rectangular organizada en torno a un amplio espacio central ajardinado, con numerosas estancias a su alrededor magníficamente decoradas con materiales de gran calidad.
Las excavaciones realizadas hasta el momento han descubierto más de treinta habitaciones de distintos tamaños y estructuras. Existen varias de ellas con cabecera semicircular, cuyo uso aún no se conoce con exactitud.
Dos grandes salas centraban los ejes del edificio y debieron ser las únicas estancias de la villa que no dispusieron de una segunda planta.
El aula magna de la crujía norte cuenta con casi doscientos metros cuadrados de superficie. Su entrada tuvo un portón central de doble hoja y dos pequeñas puertas a los lados, al igual que la otra gran habitación del lado oriental. 
Además, hay varias habitaciones estrechas que se cree que servirían para acceder indirectamente a los espacios contiguos de mayores dimensiones, evitando su comunicación directa con el frío del jardín exterior.
El conjunto termal se encuentra en la zona suroriental de la villa, donde se pueden identificar una serie de habitaciones termales (frigidarium, tepidarium, caldarium) con hornos exteriores para su calentamiento. Asimismo, existe una bañera larga y estrecha, decorada interiormente con mosaico teselado. Junto a las termas se conservan una serie de estructuras de sólida construcción y rígida simetría cuya interpretación resulta difícil. Estas estructuras están comunicadas entre sí.
La entrada principal a la mansión estaría ubicada, junto a las dependencias termales, en el lado sur del edificio, aunque no se ha podido documentar con exactitud.
La mayoría de las habitaciones de la villa presentan sus suelos magníficamente pavimentados con mosaicos teselados con diferentes motivos geométricos, nudo de Salomón, de media luna (haciendo un guiño al escudo de las Amazonas) o con motivos vegetales. Todos estos mosaicos están realizados con piezas de diversos colores, mostrando la suntuosidad con la que se construyó el edificio. Algo bastante extraño es que ningún mosaico tiene dibujado ningún ser vivo algo extraño en las villas romanas. 

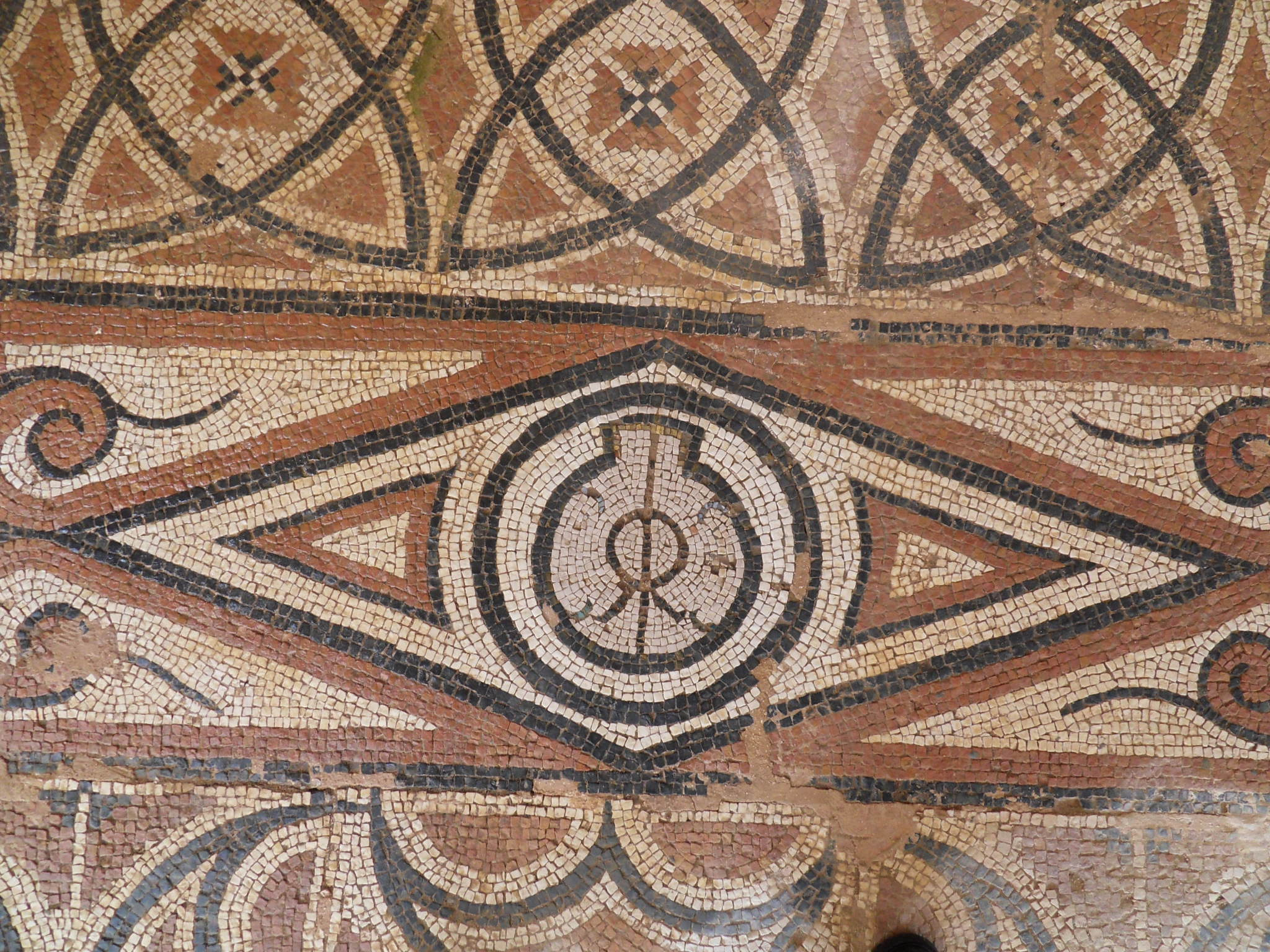
Mosaico con el monograma de la familia

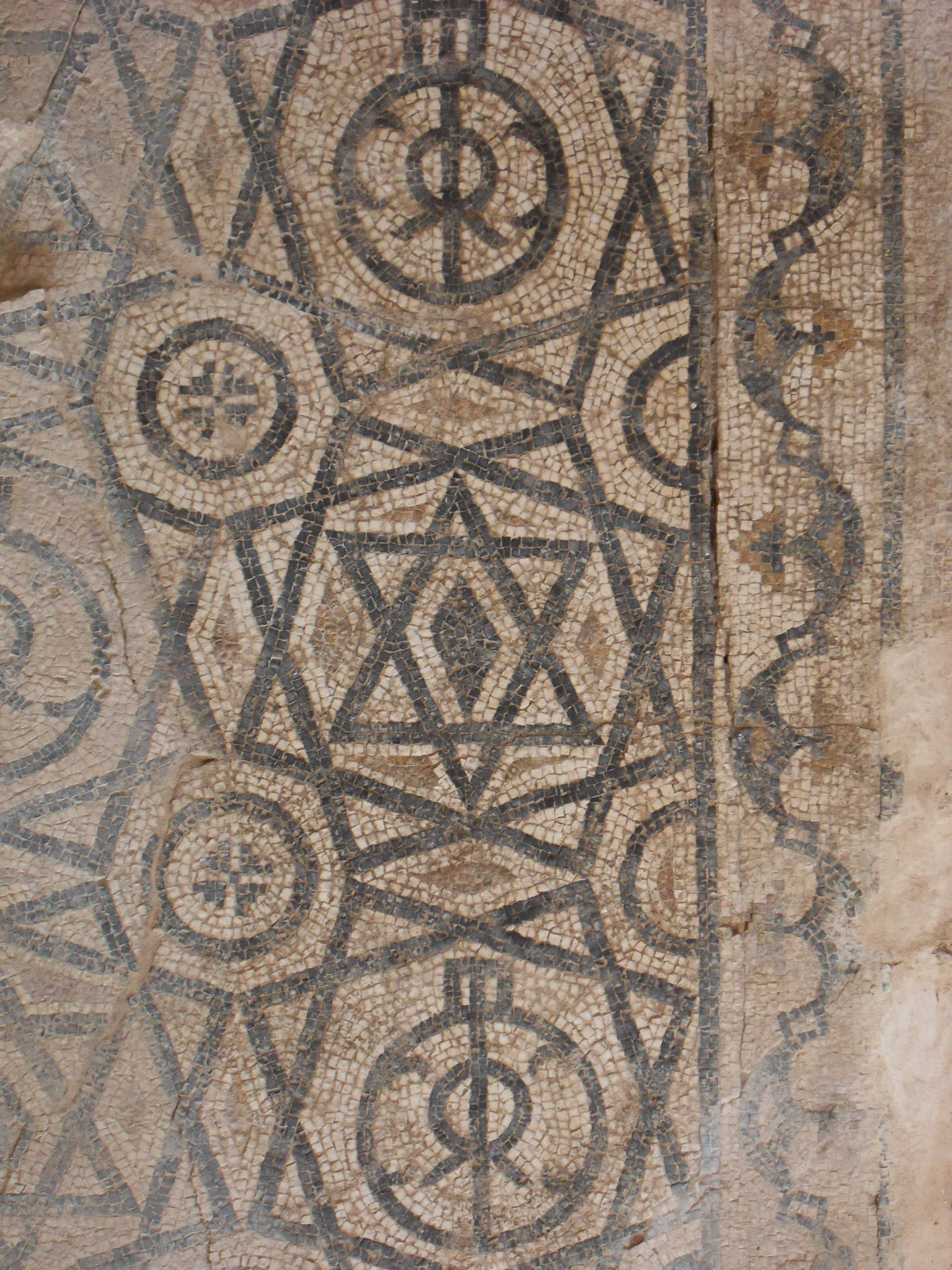
Mosaicos con el monograma de la familia

En las villas romanas no es frecuente conocer el nombre del propietario. Sin embargo, en la villa La Dehesa aparece un monograma que se repite sistemáticamente en sus mosaicos. Desde su descubrimiento se conocían estos monogramas, aunque no habían podido ser descifrados hasta que, nuevos descubrimientos y estudios epigráficos, han permitido conocer que la villa pertenecía a los "Irrico" o "Irricos", dado que se han hallado varias inscripciones en las proximidades de la villa donde figuran personajes con este nombre. En sus últimos estudios, Fernández Galiano[cita requerida] ha llegado a la conclusión de que el monograma estaba compuesto originalmente por dos elementos asociados: un bidens (instrumento agrícola) y las letras IRRICO, nombre gentilicio de origen celtibérico de la familia de más relieve en la zona, que mantuvieron el orgullo de ser celtíberos a pesar de su plena romanización. 
Aunque cabe destacar que hay otro monograma de significado desconocido (JANUA?). La parte central de este mosaico está expuesto en el Museo Arqueológico Nacional.
Además, las cabeceras de algunas habitaciones están terminadas de forma circular algo que todavía hoy se desconoce también en la parte norte los muros son más gruesos para que no entre tanto frío.

## Gestión y actividades
Dada la importancia del descubrimiento, la Diputación Provincial de Soria se hizo cargo de las excavaciones y, posteriormente, adquirió los terrenos en los que se ubicaba.
Un importante esfuerzo llevado a cabo por la Diputación Provincial de Soria, la Junta de Castilla y León y el apoyo de la Unión Europea, han permitido proteger y musealizar el yacimiento. La gestión del yacimiento es llevada a cabo por la empresa SoriamuséuM que, a su vez, gestiona el Museo del Traje Popular de Morón de Almazán.

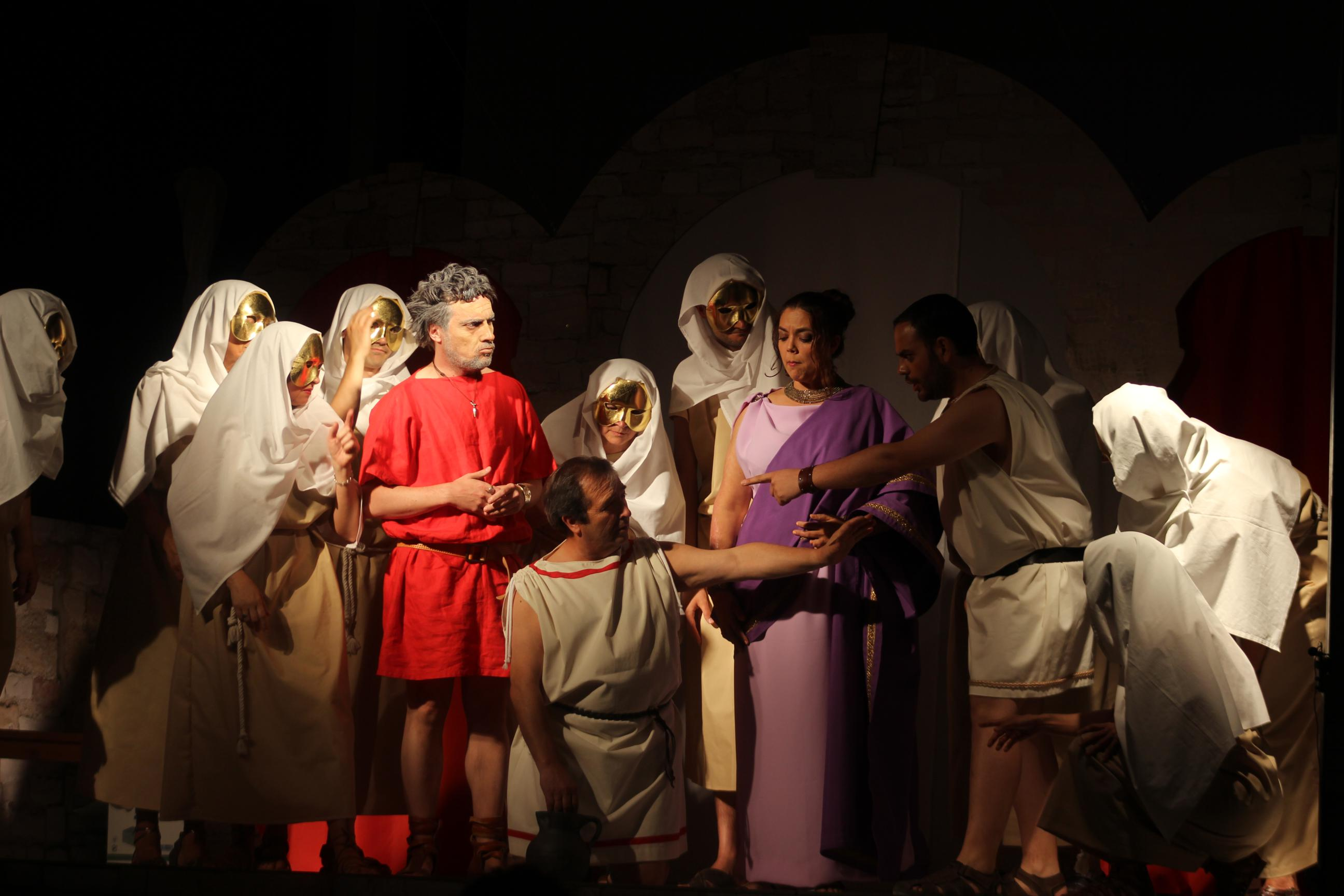
Representación de la ópera Casina en 2013 compuesta por Igor Escudero

Cada año se realizan diferentes actividades en el museo como talleres, conferencias, conciertos, etc.